# Waterschap Bijlmer
Waterschap Bijlmer was een waterschap van 1967 tot 1 januari 1979. De rechtsopvolger werd toen het waterschap Drecht en Vecht.
Het waterschap ontstond door de samenvoeging van de voormalige waterschappen:
- Heemraadschap de Bijlmermeer 1622-1967
- Polder Gein en Gaasp 1836-1967
- Groot-Duivendrechtse polder 1628-1967
- Holendrechter en Bullewijkerpolder
- Klein-Duivendrechtse en Binnen-Bullewijkerpolder 1751-1880
- Nieuwe Bullewijk 1815-1866
- Nieuwe Bullewijkerpolder 1910-1967
- Oost Bijlmerpolder 1722-1966
- Venserpolder of Bovenrijkersloterpolder 1751-1966
- West-Bijlmer en Klein-Duivendrechtse polder 1879-1967
- West-Bijlmer en Laanderpolder 1639-1879

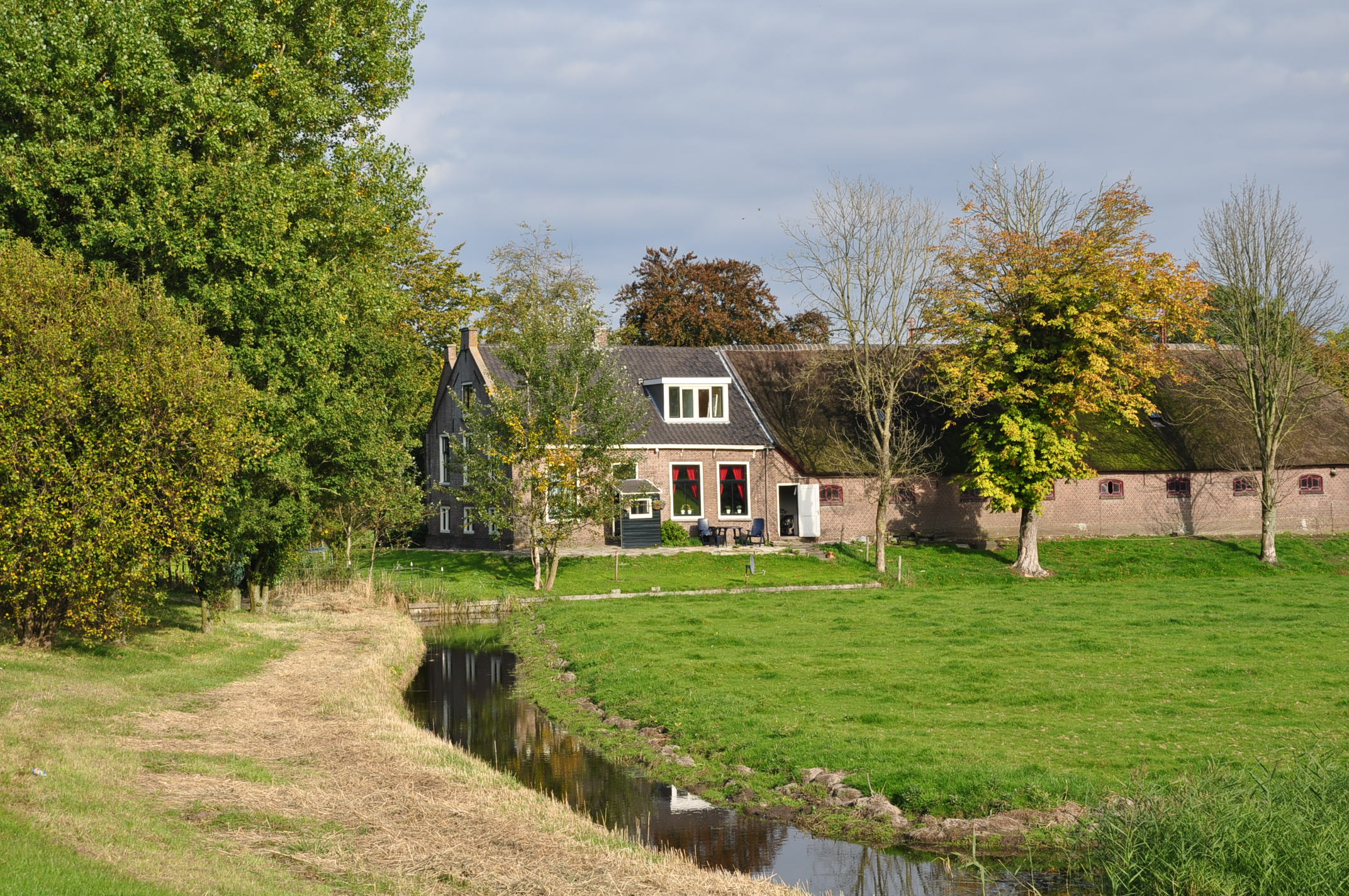
Boerderij "Strandvliet" in de Groot-Duivendrechtse Polder